# BBPR
BBPR fue un equipo de arquitectos fundado en Milán, en 1932, siendo el acrónimo formado por las iniciales de los apellidos de sus cuatro integrantes:
Gian Luigi Banfi (Milán, 1910 - Gusen, 1945)
Lodovico Barbiano di Belgiojoso (Milán, 1909 -  2004)
Enrico Peressutti (Pinzano al Tagliamento, 1908 - Milán 1976)
Ernesto Nathan Rogers (Trieste, 1909 - Gardone, 1969).
Titulados por la Universidad Politécnica de Milán, en sus trabajos iniciales siguen la tendencia del racionalismo italiano de los años treinta, aunque no forman parte integrante de los principales movimientos "Gruppo 7" y MIAR, colaboran en algunos proyectos con Figini y Pollini; estos cánones compositivos son claramente visibles en la Colonia helioterapia de Legnano (1939), donde también realizan las unidades de vivienda de los trabajadores. 
Se caracterizan por diversos planes urbanísticos, el Plan Regulador de Pavía (1932), el Plan Turístico de la isla de Elba, (1939), y en especial por el Plan Regulador del Valle d'Aosta (1936 - 1937). Durante este tiempo participan activamente en la controversia surgida entre los tradicionalistas y los racionalistas y al principio, como otros, creen que pueden apoyar la lucha por la libertad de expresión y el triunfo de la arquitectura moderna dentro del fascismo, pero después de la introducción de las leyes raciales en 1938, que afectan también a sus colaboradores, los arquitectos de BBPR asumen los valores de la Resistencia.
Las vicisitudes de la guerra llevan a Rogers a huir a Suiza y a Banfi a tomar parte activa en la Resistencia y a morir en el campo de exterminio de Gusen en 1945. Aunque Belgiojoso es deportado a Mauthausen-Gusen, se las arregla para sobrevivir en la prisión y regresa a Italia después de la liberación de los campos de concentración nazis por los americanos. Este fuerte compromiso de los componentes del estudio aparece, después del final del conflicto, con una obra emblemática, el monumento a los muertos en los campos de concentración alemanes en el Cementerio Monumental de Milán (1946) que fue también uno de los primeros proyectos de BBPR.
Mientras tanto, su racionalismo había sufrido cambios expresivos típicos del último Le Corbusier y su enfoque a la temática del Brutalismo, entre otras interpretaciones de Neoliberty, en lo que muchos consideran su mejor obra, la Torre Velasca en Milán (1958).
En España, concretamente en la Ronda Universidad de Barcelona, se encuentra una obra destacada de BBPR: el edificio que albergó las oficinas de la empresa Hispano Olivetti (Edificio Hispano Olivetti).